# Bujangga Manik

Le Bujangga Manik est une œuvre littéraire sundanaise de la période classique. Il est écrit en vers octosyllabiques, forme traditionnelle de la poésie sundanaise classique, sur 29 feuilles de lontar, et conservé à la bibliothèque Bodléienne d'Oxford depuis 1627 ou 1629 (MS Jav. b. 3 (R), cf. Noorduyn 1968:469, Ricklefs/Voorhoeve 1977:181). Chaque feuille contient en moyenne 56 vers. La partie finale du texte comporte des lacunes.

## Le récit
Le héros du récit est Jaya Pakuan ou Bujangga Manik, un ermite hindouiste sundanais qui, bien qu'il soit prince de la cour de Pakuan, capitale du royaume de Pajajaran, préfère vivre en homme de religion.